# Lohmannia turcmenica
Lohmannia turcmenica är en kvalsterart som beskrevs av Bulanova-Zachvatkina 1960. Lohmannia turcmenica ingår i släktet Lohmannia och familjen Lohmanniidae. Inga underarter finns listade i Catalogue of Life.